# Port Canaveral
Port Canaveral est un espace portuaire américain de croisière et de fret situé dans le comté de Brevard en Floride aux États-Unis. Il est situé juste au sud de la base de lancement de Cap Canaveral. 

## Historique
En mars 2008, un journal local de Floride annonce la décision de Disney de conserver le terminal de Port Canaveral pour 15 années supplémentaires, à la suite du renouvellement du bail, et qu'une note interne relèverait les noms des nouveaux navires : Disney Dreams et Disney Celebrations. Aucune source officielle ne corrobore ces informations. Le 22 novembre 2008, Disney Cruise Line entame un projet de 4,7 millions de $ pour réaménager son terminal de Port Canaveral. 
Le 12 novembre 2013, Disney annonce ses itinéraires pour 2015, tous partant depuis Port Canaveral et à destination des Caraïbes et des Bahamas à l'exception du Disney Wonder partant de Miami.
Le 27 juin 2018, Port Canaveral valide une étude de faisabilité pour agrandir les terminaux 8 (utilisé par Disney) et 10 en prévision d'un accroissement du trafic de Disney Cruise Line avec ses 3 nouveaux navires prévus à partir de 2021. Le 30 août 2018, le CEO de Port Canaveral indique qu'au moins 2 des 3 nouveaux navires de Disney sont basés dans ce port de Floride,.
Le 23 janvier 2019, la direction du Port présente les plans de rénovation du terminal 8 accueillant Disney Cruise Line et du terminal 10 mitoyen pour un budget de 46,5 millions d'USD et qui doivent s'achever au second trimestre 2021 avant l'arrivée du cinquième navire de Disney,,. Le 22 mai 2019, Disney Cruise Line annonce que son prochain navire, encore non baptisé, sera basé à Port Canaveral.